# 福島県立ふくしま医療センターこころの杜
福島県立ふくしま医療センターこころの杜（ふくしまけんりつふくしまいりょうせんたーこころのもり）は、福島県西白河郡矢吹町にある医療機関。2022年10月7日までは前身の「福島県立矢吹病院」として診療を行っていた。

## 概要
福島県内で唯一の公立精神科病院であり、外来では本病院所在地である矢吹町内のほか郡山市、須賀川市、白河市、矢吹町以外の西白河郡など県内各地から多くの患者が通院している。

## 沿革
- 1955年11月:福島県立矢吹精神病院（100床）として開設。
- 1963年2月:「基準看護2類」実施承認。
- 1974年3月:精神科医療作業療法実施承認。
- 1975年4月:入院患者を対象に歯科診療を開始。
- 1982年9月:「基準看護特1類」実施承認。
- 1991年4月:精神科デイケア（大規模）実施承認。
- 1993年5月:「基準看護特2類」実施承認。
- 1996年4月:精神科における訪問看護の開始。
- 2000年4月:看護体制の変更（5病棟→4病棟）、病床数の変更（296床→295床）。公益財団法人日本医療機能評価機構による評価（精神A）認定。
- 2002年7月:精神科応急入院病院へ1回目の指定（翌年9月まで）。
- 2003年9月:病床数変更（295床→294床）。
- 同年10月:臨床研究病院（27日付医政第1027004号、施設番号第031283号）に指定。
- 2005年5月:日本医療機能評価機構（精神科病院）認定更新。
- 同年7月:心神喪失等の状態で重大な他害行為を行った者の医療及び観察等に関する法律に基づく指定通院医療機関に指定。
- 2007年9月:内科外来を開設。
- 2008年1月:病床数変更（294床→206床）。
- 2011年8月:児童思春期外来を開設。
- 2012年1月:精神科応急入院病院へ2回目の指定。
- 2015年4月:一部病棟を事実上廃止し、病床数変更（206床→156床）。
- 同年8月:病床数変更（許可病床：206床→199床・運用病床：156床→149床）。
- 2017年4月:「訪問看護ステーションのびのび」開設。
- 同年6月:認知症疾患医療センターへ指定。
- 2018年3月:病床数変更（許可病床：199床→196床・運用病床：149床→146床）。
- 2020年9月:旧・矢吹病院の老朽化に伴い、新病院の建築工事着工。
- 2021年10月:一般公募によって新病院の名称が「ふくしま医療センターこころの杜」に正式決定。
- 2022年9月23日:新病院の建物本体（地上3階・地下1階建）が竣工し、開院式が挙行される。
- 同年9月24日:新病院の建物内部を見学できる内覧会を開催し、外来患者やその家族など約200名が参加した。
- 同年10月7日:旧・矢吹病院での外来診療が終了。
- 同年10月11日～10月14日:この期間に新病院への移転作業を行う為、休診となる。
- 同年10月12日:入院患者が移転し、ふくしま医療センターこころの杜が開院。
- 同年10月17日:外来診療を開始。旧・矢吹病院の取り壊しが始まる。
- 2024年春頃:外構を含むすべての工事を終え、グランドオープンする予定。

## 診療科
- 精神科
- 児童思春期外来
- 内科

## 医療機関の指定等
- 保険医療機関
- 指定自立支援医療機関（精神通院医療）
- 精神保健指定医の配置されている医療機関
- 生活保護法指定医療機関
- 医療観察法に基づく指定通院医療機関
- 医療観察法に基づく指定入院医療機関(6床)

## 交通アクセス
- JR東日本東北本線矢吹駅下車、徒歩約20分。
  - 矢吹駅より送迎バスあり。
- 福島交通バス柿の内入り口下車、徒歩約8分。
- 東北自動車道 ・あぶくま高原道路矢吹インターチェンジから、国道4号下り・福島県道55号郡山矢吹線を経由し自家用車で約10分。